# Antonia en uniforme
Pour plus de détails, voir Fiche technique et Distribution.
Antonia en uniforme (Kaiserjäger) est un film autrichien réalisé par Willi Forst sorti en 1956.

## Synopsis
Au Tyrol, peu avant 1900. Alors que la Kaiserjäger s'installe pour des exercices de service sur le terrain dans le village voisin et au château de Hardberg, l'émotion gagne la comtesse Valerie et de son beau-père Leopold : Andreas, son défunt mari et membre de ce corps, avait annoncé à ses camarades qu'il allait avoir un garçon peu de temps avant sa naissance. Mais c'est une fille qui est née, Antonia. Mais sa famille l'a élevée comme un garçon selon l'éducation militaire de son grand-père. Elle doit encore rester quelques jours au château avant de rentrer à l'internat à Innsbruck.
Avant de pouvoir décider de la manière dont Antonia devrait être présentée à l'armée, les soldats arrivent et tiennent Antonia, qui répare la porte du château, en pantalon et veste, pour un garçon. La famille passe rapidement et fait passer Antonia pour le cadet Toni. Le personnel est mis au courant de la nouvelle situation. Antonia est autorisée à prendre part aux exercices de service sur le terrain et elle soupçonne un flirt du lieutenant Pacher avec sa mère. Elle essaie d'empêcher les tentatives de rapprochement. Cela tombe bien, car Helga, la meilleure amie d'Antonia, vient lui rendre visite. Lorsque la bonne Mirl dit à Pacher qu'elle est la meilleure amie de la comtesse, on découvre rapidement que Toni a une sœur nommée Antonia.
Helga et Antonia se rendent ensemble à la fête de la Kaiserjäger. Pacher tombe amoureux d'Antonia. Dans le même temps, le lieutenant de réserve Otto Schatz tente de séduire Helga. Ce dernier échoue d'abord parce qu'il préfère faire le deuil d'Helga le lendemain de ses sentiments plutôt que de simplement lui parler. Antonia revient sous le nom de Toni le lendemain pour rejoindre un service sur le terrain et passer la nuit dans une tente. Au moment de passer une rivière, elle refuse de se déshabiller et nage avec ses vêtements. Mais les vêtements mouillés laissent penser à Pacher que la forme de son corps est celui d'une femme. Antonia et Pacher partagent la même tente et après une courte conversation, Pacher embrasse Antonia, qui se précipite à la maison le soir. Le lendemain, les Kaiserjäger font leurs adieux au village. Pacher, qui voulait en réalité demander la main d'Antonia, se voit d'abord donner une leçon par le colonel Weigant, car la différence de rang est trop grande. Cependant, lorsque la voiture avec Helga et Antonia, qui retourne au pensionnat, passe devant l'armée, Pacher et Otto Schatz se souviennent et avouent leurs amours aux deux femmes.

## Fiche technique
Sauf indication contraire, les informations mentionnées dans cette section peuvent être confirmées par la base de données cinématographiques IMDb,  présente dans la section « Liens externes ».
- Titre français : Antonia en uniforme[1]
- Titre original : Kaiserjäger
- Réalisation : Willi Forst assisté de Karl Stanzl
- Scénario : Kurt Nachmann
- Musique : Hans Lang
- Direction artistique : Isabella Schlichting, Werner Schlichting
- Costumes : Charlotte Flemming
- Photographie : Günther Anders, Hannes Staudinger
- Son : Herbert Janeczka, Otto Untersalmberger
- Montage : Herma Sandtner
- Production : Herbert Gruber
- Sociétés de production : Sascha-Film, Lux-Film
- Société de distribution : Herzog-Filmverleih
- Pays d'origine :  Autriche
- Langue : allemand
- Format : Couleur - 1,37:1 - Mono - 35 mm
- Genre : Comédie romantique
- Durée : 99 minutes
- Dates de sortie :
  - Allemagne : 21 décembre 1956.
  - Danemark : 22 juillet 1957.
  - France : 13 novembre 1957[1].

## Distribution
- Erika Remberg : Antonia
- Adrian Hoven : Oberleutnant Pacher
- Judith Holzmeister : La comtesse Valerie Hardberg
- Rudolf Forster : Le comte Leopold Hardberg, General a. D.
- Attila Hörbiger : Oberst Weigant
- Gunther Philipp : Leutnant der Reserve Otto Schatz
- Senta Wengraf : Helga von Metzler
- Oskar Sima : Oberjäger Kriegler
- Karl Bosse : Major von Furthof
- Peter Brand (de) : Oberjäger Hopf
- C. W. Fernbach : Hauptmann Erlach
- Hans Kammauf : Kutscher
- Lotte Ledl : Mirl
- Karl Neumayer : Rupp
- Peter Neusser : Oberleutnant von Waldeck